# Mata (rapero)
Michał Matczak (Breslavia, Polonia, 14 de julio de 2000), más conocido por su seudónimo Mata, es un rapero y cantante polaco. En octubre de 2018, Mata publicó su álbum conceptual Fumar Mata, que relanzó en abril de 2019 en forma de miniálbum. En diciembre del mismo año sube el videoclip de su canción «Patointeligencja», que actualmente cuenta con más de 60 millones de visitas en YouTube, y cuya letra fue comentada en los medios de comunicación a nivel nacional. El 18 de enero de 2020, Mata lanzó su primer álbum de estudio titulado 100 dni do matury, certificado triple platino por la Związek Producentów Audio Video. En septiembre de 2020, recibió cuatro estatuillas en los premios de hip-hop Popkillerzy en las categorías de "Descubrimiento del año" y "Sencillo del año". En el año 2021 fue nominado para los Premios Fryderyk en la categoría de "Mejor álbum del año – Hip-Hop/R&B" y "Mejor debut".

## Discografía

### Álbumes
| Título            | Detalles del Álbum                                                                                            | Posiciones en las listas musicales | Ventas     | Certificaciones    |
| Título            | Detalles del Álbum                                                                                            | POL                                | Ventas     | Certificaciones    |
| ----------------- | --- | ---------------------------------- | ---------- | ------------------ |
| 100 dni do matury | - Publicación: 18 de enero de 2020 - Discográfica: SBM Label - Formatos: CD, descarga digital                 | 1                                  | - +150 000 | - ZPAV: platino x4 |
| Młody Matczak     | - Publicación: 1 de octubre de 2021 - Discográfica: SBM Label - Formatos: CD, LP, descarga digital, streaming | 1                                  | - +150 000 | - ZPAV: platino x3 |

### EPs
| Título             | Detalles del EP                                                                                          |
| ------------------ | --- |
| Fumar Mata         | - Publicación: 7 de abril de 2019 - Discográfica: HHNS Label - Formatos: CD, descarga digital, streaming |
| 100 dni po maturze | - Publicación: 1 de octubre de 2021 - Discográfica: SBM Label - Formatos: CD                             |